# Adam Rosiński
Adam Rosiński (ur. 1953) – polski działacz opozycyjny, pracował jako kierowca w Państwowym Przedsiębiorstwie Komunikacji Samochodowej w Wejherowie (1975–1984).

## Życiorys
W sierpniu 1980 współorganizował strajk w zakładzie – wybrano go na przewodniczącego Komitetu Strajkowego, był delegatem do Międzyzakładowego Komitetu Strajkowego w Stoczni Gdańskiej im. Lenina. Do „Solidarności” należał od września 1980, pełnił funkcję wiceprzewodniczącego Komitetu Założycielskiego, następnie wiceprzewodniczącego Komisji Zakładowej NSZZ „Solidarność”. W latach 1980–1981 był przewodniczącym Międzyzakładowego Komitetu Założycielskiego (MKZ) NSZZ „Solidarność” w Wejherowie. W listopadzie 1980 brał udział w zakładaniu „Biuletynu Informacyjnego »Gryf«, pisma MKZ w Wejherowie. Po wprowadzeniu w Polsce stanu wojennego uczestniczył od 13 do 14 grudnia 1981 w strajku w Stoczni Gdańskiej im. Lenina. Internowano go od 30 sierpnia do 16 października 1982. W latach 1984–1985 pracował na budowie elektrowni Żarnowiec, następnie (1985–1988) w zakładach gazowniczych w Gdyni. W latach 1988–1990 przebywał w Niemczech. Od 1991 przebywał głównie na zasiłku chorobowym, a od 2006 na rencie.

## Nagrody i wyróżnienia
Został odznaczony Krzyżem Oficerskim Orderu Odrodzenia Polski (2011).